# Hydroporus dichrous
Hydroporus dichrous is een keversoort uit de familie waterroofkevers (Dytiscidae). De wetenschappelijke naam van de soort is voor het eerst geldig gepubliceerd in 1844 door Frederick Ernst Melsheimer.